# BMB CFm 2/4
Die CFm 2/4 der Biel-Meinisberg-Bahn (BMB) waren zwei Dampftriebwagen der Bauart Liechty, die von 1913 bis 1923 im Einsatz waren. Die beiden von SLM und SIG gebauten Triebwagen hatten die gleiche maschinentechnische Ausrüstung, aber unterschiedlich lange Kasten.

## Geschichte
Die BMB war eine Vorortsbahn von Biel, die innerhalb der Stadt die Gleise der Städtische Strassenbahn Biel benutzte, um zum Bahnhof Biel zu gelangen. Dementsprechend waren Fahrzeuge gesucht, welche sowohl die engen Kurven der Strassenbahn bewältigen konnten, wie auch die nicht elektrifizierte Strecke der Bahn von Biel-Mett bis Orpund befahren konnten. Gleichzeitig sollten die Fahrzeuge möglichst kostengünstig sein, um der prekären Finanzlage der Bahngesellschaft zu entsprechen.
Hermann Liechty war Kontrollingenieur beim Eidgenössischen Amt für Verkehr. Er schlug ein vierachsiges Fahrzeug vor, das mit einem Triebdrehgestell mit radial einstellbaren Achsen versehen war. Die beiden 1913 abgelieferten Triebwagen hatten unterschiedlich lange Kasten – der CFm 2/4 1 bot 32 Fahrgästen, der CFm 2/4 2 bot 24 Fahrgästen Platz. Der kleinere Triebwagen wurde hauptsächlich im Güterverkehr eingesetzt. Die Fahrzeuge erhielten von der Bevölkerung wegen der grünen Farbgebung den Spitznamen Graswürmer. Nach der Einstellung des Fahrbetriebes im Jahre 1923 wurden die Triebwagen 1924 abgebrochen. Die Bahn nahm erst 1926 den Betrieb wieder auf, wobei Triebwagen der Städtischen Strassenbahn Biel zum Einsatz kamen.

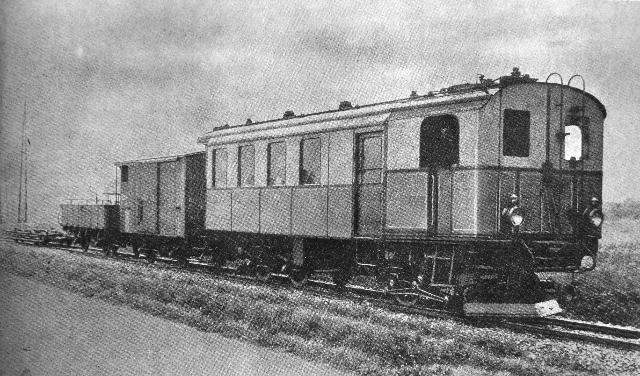
CFm 2/4 Nr. 1 mit Güterzug
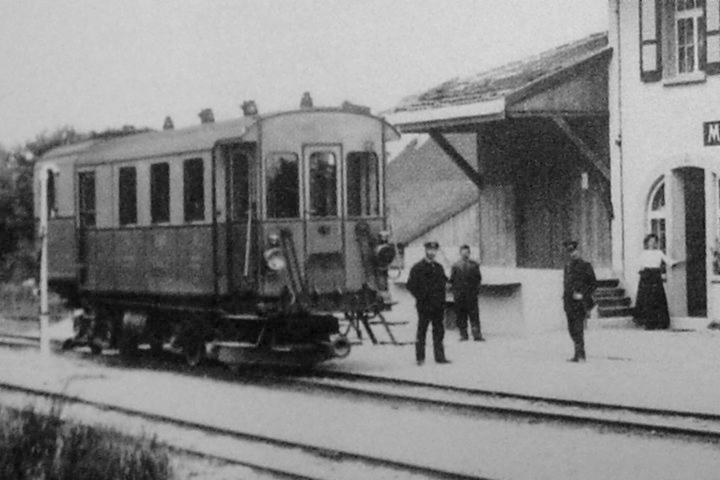
Einziges bekanntes Bild des CFm 2/4 Nr. 2

## Technik

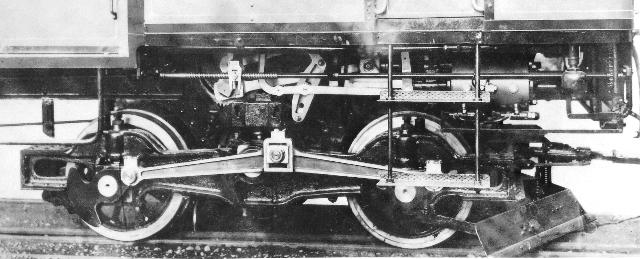
Triebdrehgestell

Die Triebwagen bestanden aus einem Wagenkasten mit zwei zweiachsigen Drehgestellen, wovon eines mit einem Antrieb versehen war. Über dem Triebdrehgestell war der Führerstand mit dem Dampfkessel angeordnet. Der stehende Wellrohrkessel  war mit einem Überhitzer versehen. In der oben abschliessenden Rauchkammer waren auch die beiden Sicherheitsventile untergebracht.
Der Antrieb erfolgte über eine unter dem Wagenboden liegende Zweizylinder-Dampfmaschine, die eine Vorgelegewelle antrieb. Diese trieb wiederum über ein Getriebe eine Hohlwelle an, welche die Kraft im Innern über ein mittig  angeordnetes kardanisches Kugelgelenk auf die Achse einer Blindwelle übertrug, welche über Kuppelstangen die beiden Radsätze antrieb. Die Anordnung der Hohlwelle mit der darin liegenden Blindwelle entsprach der einer Klien-Lindner-Hohlachse, nur war dies keine Achse eines Radsatzes, sondern war am Kasten angebracht, wo sie für die Bewegungsfreiheit des Drehgestells gegenüber dem Wagenkasten sorgte.
Neben dem Führerstand war das Gepäckabteil und vier Abteile beim grossen und drei Abteile beim kleinen Triebwagen.
Der Triebwagen trugen die SLM Fabriknummer 2319 und 2320.